# Безбородов, Виталий Георгиевич
Виталий Георгиевич Безбородов — конструктор изделий оборонного значения, лауреат Государственной премии СССР (1980).
Родился 25.08.1927 в Новороссийске.
На военной службе с сентября 1945 г.
Окончил Высшее военное морское инженерно-командное училище им. Фрунзе (1950), Высшие радиотехнические офицерские курсы при Высшем военно-морском инженерном радиотехническом училище (1955).
С 1950 г. служил на Северном флоте на легком крейсере «Чапаев» в должностях офицера надводной обстановки, командира группы надводной обстановки боевого информационного поста радиотехнической службы.
С 1955 г. командир группы надводной обстановки РТС, начальник РТС крейсера «Молотовск» (с 1957 — «Октябрьская революция») 2-й дивизии крейсеров эскадры Северного флота.
С 1961 — на Командно-измерительном комплексе (КИК): начальник отдела Елизовского КИП-6 (1961—1963), начальник Плавучего телеметрического комплекса, с 1973 — Отдельный морской КИК (1963—1983) (СКИ ОМЭР АН СССР).
Руководил деятельностью морского космического комплекса из 11 ИП и КИП. Участвовал в проектировании, строительстве и организации приемки морских ИП типа «Селена-М», оснащенных усовершенствованными радиотелеметрическими станциями и средствами спутниковой связи. Капитан 1-го ранга (1968).
В 1983 г. уволен с военной службы по возрасту. В 1983—1987 гг. инженер по медицинскому оборудованию медико-санитарной части № 123 в г. Одинцово.
Автор книг, посвящённых отдельному морскому КИК:
- Суда космической службы / В. Г. Безбородов, А. М. Жаков; Под ред. А. М. Жакова. - Л. : Судостроение, 1980. - 246 с. : ил.; 20 см.

Лауреат Государственной премии СССР (1980) за участие в создании кораблей для приема и обработки телеметрической информации с космических аппаратов. Награждён орденом «За службу Родине в ВС СССР» 3 степени (1975) и медалями.
Умер 4 апреля 2012 года после тяжёлой продолжительной болезни. Урна с его прахом захоронена на участке № 1/16 Центральной (новой) территории Николо-Архангельского кладбища (Московская область, Балашихинский район).